# Етноепістемологія
Етноепістемологія — різновид натуралізованої епістемології, етноепістемологія розглядає всю людську епістемологічну діяльність як цілком природні явища, які необхідно описати, зрозуміти та оцінити з широкої антропологічної та повністю апостериорної перспективи. Етно-епістемологія є важливим ресурсом для філософів, які працюють в епістемології та порівняльній філософії, а також для лінгвістів і культурних антропологів, зацікавлених у культурно-мовному розмаїтті традицій знань.

## Питання етноепістемології
1. Як ми можемо визначити епістемологію?
2. Яка природа об’єкта епістемологічної оцінки?
3. Наскільки важлива віра для епістемології?[1]

## Сфери етноепістемологічного дослідження
1. Етноепістемологія простого народу. Етноепістемологія звичайних людей досліджує те, що Голдман (1992) називає «епістемічними народними звичками» — тобто переважно передрефлексивними, ненавченими та некритичними повсякденними епістемічними концепціями, інтуїцією, судженнями та нормами звичайних людей.
2. Етноепістемологія когнітивних спеціалістів. Етноепістемологія когнітивних спеціалістів досліджує епістемологічну діяльність лікарів, шаманів, ворожбитів, священиків, вчених тощо.
3. Етноепістемологія епістемологів. Етноепістемологія епістемологів досліджує епістемологічну діяльність епістемологів, тобто осіб, які критично, абстрактно, систематично, теоретично та загалом розмірковують про природу, джерело та межі знання як такого — на відміну від природи, джерела та меж знання як мислиться в межах певної пізнавальної практики (наприклад, науки, релігії тощо).[1]